# Championnats d'Europe de char à voile 2017
Navigation
2016 2018
Les 52e championnats d'Europe de char à voile 2017, organisés par le pays hôte sous l'égide de la fédération internationale du char à voile, se sont déroulés, du 9 au 15 septembre 2017, sur deux sites, à Hoylake dans le comté de Merseyside en Angleterre pour les classes 2, 3, 5 et les kitebuggies et à Bettystown dans le comté de Meath en Irlande pour les classes Standart, Promo et Kart à Voile,.

## Podiums
| Épreuve           | Or               | Argent              | Bronze           |
| ----------------- | ---------------- | ------------------- | ---------------- |
| Classe Standart   | Kevin Mingot     | Bertrand Pouwels    | Waldemar Konopka |
| classe 2          | Xavier Godet     | Henri Demuysere     | Gérémy Devin     |
| classe 3          | Ivan Ameele      | Olivier Imbert      | A. Mahrt         |
| classe 5          | Brice Petit      | Aurélien Morandière | Alban Morandière |
| Promo             | Augustin Descure | Franck Le Vaillant  | Quentin Alvarez  |
| classe 8          | David Van Boven  | Adrian Lavelle      | V. Leib          |
| classe Mini Yacht | S. Kraja         | S. Harder           | M. Lanelle       |

| Épreuve            | Or                 | Argent          | Bronze              |
| ------------------ | ------------------ | --------------- | ------------------- |
| Classe Standart    | Morgane Floc'h     | Anne Lefebvre   | Nathalie Devigne    |
| classe 3 Féminin   | Marie-Pierre David |                 |                     |
| classe 8 kitebuggy | Olivia Lys         | K. Cutbush      | Alison Summersfield |
| classe Mini Yacht  | Barbara Starke     | Gita Steinhusen | L. Schippang        |

## Tableau des médailles par nation
| Rang | Nation      | Or | Argent | Bronze | Total |
| ---- | ----------- | -- | ------ | ------ | ----- |
| 1    | France      | 4  | 4      | 4      | 12    |
| 2    | Belgique    | 2  | 1      | -      | 3     |
| 3    | Allemagne   | 1  | 1      | 3      | 5     |
| 3    | Royaume-Uni | -  | 1      | -      | 1     |

| Rang | Nation      | Or | Argent | Bronze | Total |
| ---- | ----------- | -- | ------ | ------ | ----- |
| 1    | France      | 3  | 1      | -      | 4     |
| 2    | Allemagne   | 1  | 1      | 1      | 3     |
| 3    | Royaume-Uni | -  | 1      | 2      | 3     |